# Borèades

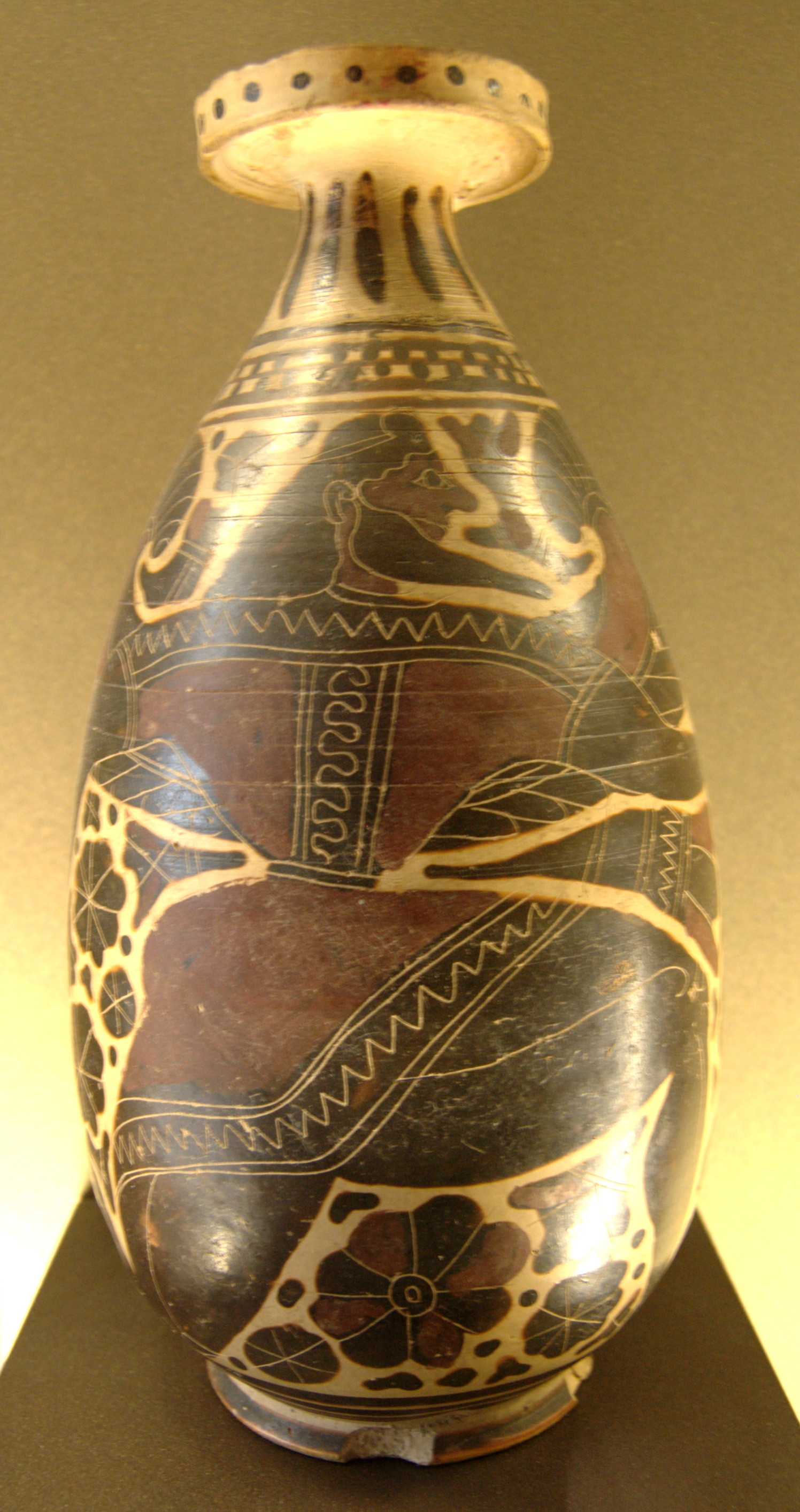
Un dels borèades en un gerro d'alabastre corinti de figures negres, 615-600 aC. Louvre, L27

Els Borèades (en grec antic: Βορεάδαι), d'acord amb la mitologia grega, era el nom amb què es coneixen els fills bessons de Bòreas, el vent del nord, i d'Oritia, la filla d'Erecteu. S'anomenaven Càlais i Zetes.
Els borèades eren éssers alats. Segons alguns, tenien les ales als talons, i segons d'altres els sortien dels costats, com els ocells. Igual que el seu pare, són genis dels vents, i els seus noms ja van ser relacionats pels antics amb el verb que significa 'bufar'. Càlais era "el que bufa suaument" i Zetes "el que bufa fort". Van néixer a Tràcia, com el seu pare, i la seva característica era la rapidesa.
S'embarcaren amb els argonautes i, en arribar a Tràcia, espantaren i perseguiren les harpies que importunaven Fineu, l'endeví que els havia de mostrar el camí cap a la Còlquida. Les versions varien en explicar com ho van fer. Es diu per una banda que les van perseguir fins que les harpies van jurar no importunar-los més. Per altra banda, els borèades les van perseguir fins a matar-ne dues de les tres. O també, sense que hi intervinguin les harpies, van castigar Fineu per haver deixat cecs els fills de la seva germana Cleòpatra, casada amb ell.
Difereixen també les tradicions que expliquen la seva mort. Segons algunes versions, no van poder atrapar les harpies i van morir en tornar. Però la versió més estesa diu que van participar en tota l'expedició dels argonautes i van ser presents als jocs Fúnebres celebrats en honor de Pèlias, on van guanyar el premi de la cursa. Però Hèracles els va matar, perquè no els va perdonar que haguessin convençut els argonautes que l'abandonessin a Mísia quan ell es va entretenir per buscar Hilas. Quan tornaven dels funerals de Pèlias, l'heroi els va esperar a l'illa de Tenos i els va matar amb les seues sagetes. Després, els va erigir dues esteles funeràries que vibraven quan el vent del nord bufava sobre l'illa.